# Angelika Hellmann
Angelika Hellmann född den 10 april 1954 i Halle an der Saale, Tyskland, är en östtysk gymnast.
Hon tog OS-silver i lagmångkampen i samband med de olympiska gymnastiktävlingarna 1972 i München.
Hon tog även OS-brons i lagmångkampen i samband med de olympiska gymnastiktävlingarna 1976 i Montréal.